# Peziza asterigma
Peziza asterigma är en svampart som först beskrevs av Paul Vuillemin, och fick sitt nu gällande namn av Sacc. & Traverso 1911. Peziza asterigma ingår i släktet Peziza och familjen Pezizaceae.   Inga underarter finns listade i Catalogue of Life.